# Нова варош (Бања Лука)
Нова варош је градска четврт у Бањој Луци. Нова варош је сједиште истоимене мјесне заједнице.
Изградња стамбених зграда у Новој вароши почела је прије земљотреса 1969. године, а након тога је настављена.
У архитектонском смислу, приликом изградње Нове вароши доминантно су примијењене карактеристике економичне изградње, строге примјене строгих норматива, сиромашне обраде и крајње рационалне фасадне пластике, које су и у другим насељима примјењиване у периоду прије земљотреса. Поједине зграде чак су изграђене без балкона.
У овом насељу се све зграде граде са равним крововима, а чија се оправданост у то доба још не преиспитује. Каснијим надоградњама равни кровови појединих зграда су замијењени косим. 

## Становништво
Према попису становништва из 1991. године, у насељу је живјело 5.931 становника.
| Националност       | 1991.          |
| Срби               | 3.082 (51,96%) |
| Југословени        | 1 060 (17,87%) |
| Хрвати             | 769 (12,97%)   |
| Муслимани          | 626 (10,55%)   |
| остали и непознато | 394 (6,64%)    |
| Укупно             | 5.931          |

## Галерија
- Зграда у Равногорској 1, 3, 5
- Зграда у Равногорској 13, 15, 17
- Стамбене "куле" у Равногорској 10 и 8
- Дио Равногорске улице
- Зграда у Улици Тина Ујевића 1, 3, 5
- Зграда на углу улица Првог крајишког корпуса и Паве Радана
- Red Brick зграда - архитекта Небојша Балић
- Родна кућа сликара Божидара - Боже Николића